# 아시안 게임 베트남 선수단
아시안 게임 베트남 선수단은 베트남 대표로 아시안 게임에 참가하는 선수단이다. 

## 메달 집계

### 하계 아시안 게임 메달 집계
| 대회               | 참가 선수 | 금 | 은 | 동  | 합계 | 순위 | 비고 |
| 1951 뉴델리        | 불참      |    |    |     |      |      |      |
| 1954 마닐라        | -         | 0  | 0  | 0   | 0    | -    |      |
| 2026 나고야/아이치 | 개최 예정 |    |    |     |      |      |      |
| 2030 도하          | 개최 예정 |    |    |     |      |      |      |
| 2034 리야드        | 개최 예정 |    |    |     |      |      |      |
| 합계               | 합계      | 21 | 75 | 112 | 208  | 8    | 8    |

## 같이 보기
- 올림픽 베트남 선수단